# Roslyn, Washington
Roslyn je naselje u američkoj saveznoj državi Washington.
Prema popisu iz 2000. godine, imao je 1.017 stanovnika.

## Povijest
Roslyn je osnovan 1886. kao rudarski grad, pored velikih nalazišta ugljena. Zbog gradnje željeznice, a posljedično i velike potrebe za ugljenom, Roslyn je bio jak rudarski centar u ovom dijelu savezne države Washington.
Godine 1889. John Buffo i Peter Giovanni otvorili su gostionicu, koja je nazvana "The Brick" (cigla). To je danas druga najstarija gostionica u državi Washington.
Rudarstvo je bila glavna grana industrije sve do 1960-ih, kada su rudnici proglašeni nerentabilnima i zatvoreni, premda se procjenjuje da je oko 80% rezervi ugljena u području još neiskorišteno.

## Znamenitosti
Groblje u Roslynu ("The Roslyn Historical Cemetery") je jedno od znamenitosti mjesta. Na njemu su pokopani brojni rudari, radnici željeznice i članovi njihovih obitelji. Brojne etničke udruge su donirale novac za izgradnju groblja, između ostalih i Hrvatska bratska zajednica. Groblje ima oko 5.000 grobova, a na njemu posljednje počivalište ima najmanje 24 narodnosti.
Od 1990. do 1995. grad je bio mjesto snimanja TV serije "Život na sjeveru". Brojni stanovnici Roslyna i obližnjeg Cle Eluma pojavili su se kao statisti u seriji. Grad je svakog ljeta poprište Moosefesta, festivala fanova "Života na sjeveru".

## Vanjske poveznice
- Službena stranica (engl.)
- Stranica o Roslynu i TV seriji "Život na sjeveru" (engl.)
- Fotografije povijesti Roslyna  Arhivirana inačica izvorne stranice od 24. lipnja 2008. (Wayback Machine) (engl.)
- [neaktivna poveznica] (engl.)